# 密德薩斯大學
密德薩斯大學（英語：Middlesex University，縮寫：MU，MDX），是一座位於英國倫敦北部亨頓的公立大學，因位於英國歷史上的郡米德爾塞克斯邊境而得名。
密德薩斯大學最早是由北倫敦兩所不同學院所合併。歷史最悠久，也許是最突出的香雪藝術學院，成立於1882年。其他機構包括 Ponders End Technical Institute（成立於1901年）和亨登技術學院（成立於1939年）。所有這三個被合併，形成米德爾塞克斯理工學院1973年1月。
在1992年正式成為一所大學，密德薩斯大學增加三個學院在倫敦北部的進一步擴大。同時繼續通過在20世紀90年代的兼併成長，大學也開始發展其國際存在，在歐洲大陸開設地區辦事處。
自2000年開始，該大學開始縮減其眾多的校區以節省經費，提高教學品質。現除去亨頓之外，在毛里求斯、迪拜及馬爾他有分校區。自2000年以來，學校開展了重大政策，特別是設計更改新的校徽，2003年，一些校區在2005年至2012年關閉，目的是提高教學品質，最大的校園在倫敦北部。

## 學術

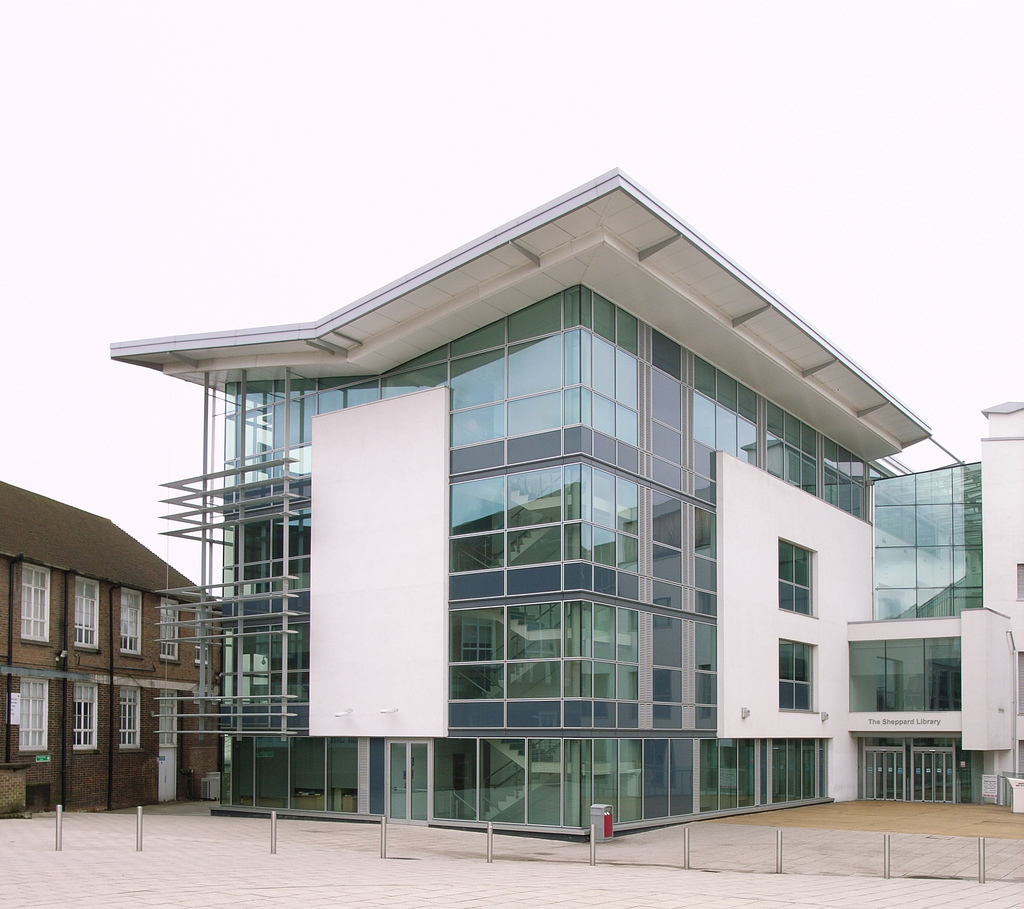
謝波德圖書館（Sheppard Library）

### 研究
其研究跨29個領域，2008年科研評估將其77%的研究評為“國際認可”。

### 聲譽和排名
Research Excellence Framework評選為倫敦最佳研究力的現代大學，研究力創意產業方面備受到高度讚揚。
社會工作與社會政策：排名全英國第 4 名，藝術設計、歷史實踐和理論：排名全英國第 19 名，音樂、戲劇、舞蹈及藝術表演：排名全英國第 14 名，通訊、文化及傳媒研究、圖書館和資訊管理：排名全英國第 18 名，電腦科學和資訊類：排名全英國第 13 名。
該大學曾三度獲得女王週年獎。2006年在全英大學教學質量在評估中排名第 2 名。是英國優秀的新大學之一。
社會科學研究網絡將該大學的商學院列在世界前 20 位。
2021年《上海交大學術排名》將該校休閒旅遊領域列為全球第35大，社會學全球200大，護理學、法學、企業管理全球300大，電腦科學、心理學、管理學全球400大。
2010/11年全國學生調查顯示器學生滿意度為79%。

## 外部連結
- 官方网站（页面存档备份，存于）
- 学生会网站（页面存档备份，存于）